# NGTS-11b
NGTS-11bとは、くじら座の方向に約624光年離れた場所に位置するスペクトル分類がK型の恒星 NGTS-11 の周囲を公転している太陽系外惑星である。TOI-1847 b、2MASS J01340514-1425090 b、TIC 54002556 b等といった名称ももつ。

## 概要
| 木星 | NGTS-11b  |
| ---- | --------- |
| 木星 | Exoplanet |

NGTS-11bは最初、TESSによってトランジットが検出された。その後、トランジット法を用いたチリのパラナル天文台に存在する次世代トランジットサーベイ（NGTS）による観測が2019年に79日実施され、10月24日にトランジットが観測された。その後、CORALIEによるドップラー分光法によるフォローアップ観測も実施された。また、NGTS-11bにはTESS object of interestにおける名称である、「TOI-1847 b」も与えられている。
NGTS-11bは土星と似た質量や半径をもつ。公転周期は約35.46日。表面温度は435ケルビン程度とされており、トランジットを起こす巨大ガス惑星としては温度は低いほうである。なお、太陽系外惑星エンサイクロペディアでは表面温度は440ケルビン程度とされている。